# Anadara notabilis
El arca auriculada o arca orejona (Anadara notabilis) es una especie de molusco de la familia Arcidae comúnmente conocidas como conchas arca.

## Descripción
Posee una concha pesada, robusta, desigual y con una válvula ligeramente más grande que la otra. Extremo interior corto y redondeado, extremo posterior más largo y en ángulo. Bisagra recta. Escultura de 25 a 27 costillas radiales cruzadas por finas líneas concéntricas prominentes entre las costillas. Las costillas nunca se bifurcan. Umbones prominentes, área ligamentaria grande, bisagra larga, recta. Periostraco pesado. Color blanco con periostraco marrón. Tamaño común en 90 mm.

## Distribución y hábitat
Se encuentra desde Carolina del Norte a la Florida, por todo el Golfo de México y el Caribe hasta el sur de Brasil, en fondos de fango o arena desde la zona intermareal a praderas marinas entre 1 y 15 metros de profundidad, aunque común sobre los 5 metros.

## Uso
Es de interés alimenticio, empleada en sopas y estofado de pescado.